# Corning (Iowa)
Corning ist eine Kleinstadt (mit dem Status „City“) und Verwaltungssitz des Adams County im US-amerikanischen Bundesstaat Iowa.
Das U.S. Census Bureau hat bei der Volkszählung 2020 eine Einwohnerzahl von 1.564 ermittelt.

## Geographie
Corning liegt im Südwesten Iowas beiderseits des East Nodaway River, dem östlichen Quellfluss des in den Missouri River mündenden Nodaway River. Die Stadt liegt rund 100 km östlich des Missouri River, der die Grenze zu Nebraska bildet. Die Grenze zum südlich benachbarten Bundesstaat Missouri ist rund 50 km von Corning entfernt.
Das Stadtgebiet erstreckt sich über eine Fläche von 4,09 km² und liegt in der Quincy Township. Ein kleinerer Teil der Stadt erstreckt sich in die Jasper Township.
Nachbarorte von Corning sind Prescott (13,2 km ostnordöstlich), Lenox (26,3 km südöstlich), Gravity (26,1 km südlich), Nodaway (18,9 km westsüdwestlich) und Carbon (13,1 km nordwestlich).
Die nächstgelegenen Großstädte sind Iowas Hauptstadt Des Moines (155 km nordöstlich), Kansas City in Missouri (229 km südlich) und Nebraskas größte Stadt Omaha (132 km westnordwestlich).

## Verkehr
Der U.S. Highway 34 verläuft in West-Ost-Richtung entlang des südlichen Stadtrandes von Corning. Auf Höhe des Stadtzentrums kreuzt der Iowa Highway 148, der in Nord-Süd-Richtung als Hauptstraße durch Corning führt. Alle weiteren Straßen sind untergeordnete Landstraßen, teils unbefestigte Fahrwege sowie innerörtliche Verbindungsstraßen.
In Nordost-Südwest-Richtung führt eine Eisenbahnlinie für den Frachtverkehr der BNSF Railway durch Corning.
Mit dem Corning Municipal Airport befindet sich im Westen des Stadtgebiets ein kleiner Flugplatz. Der nächste Verkehrsflughafen ist der Des Moines International Airport (154 km nordöstlich).

## Geschichte
Die ersten Weißen auf dem Gebiet der heutigen Stadt war eine Kolonie von französischen Ikarianern, die im Jahr 1854 angelegt wurde. Vier Jahre später wurde der Ort als selbstständige Gemeinde inkorporiert.
Nachdem sich der erste Verwaltungssitz des Adams County im heute nicht mehr bestehenden Ort Quincy befand, votierten die Bewohner des County 1872 für eine Verlegung nach Corning.

## Bevölkerung
Nach der Volkszählung im Jahr 2010 lebten in Corning 1635 Menschen in 725 Haushalten. Die Bevölkerungsdichte betrug 399,8 Einwohner pro Quadratkilometer. In den 725 Haushalten lebten statistisch je 2,17 Personen.
Ethnisch betrachtet setzte sich die Bevölkerung zusammen aus 98,2 Prozent Weißen, 0,1 Prozent Afroamerikanern, 0,2 Prozent amerikanischen Ureinwohnern sowie 0,9 Prozent Asiaten; 0,6 Prozent stammten von zwei oder mehr Ethnien ab. Unabhängig von der ethnischen Zugehörigkeit waren 0,8 Prozent der Bevölkerung spanischer oder lateinamerikanischer Abstammung.
21,2 Prozent der Bevölkerung waren unter 18 Jahre alt, 54,7 Prozent waren zwischen 18 und 64 und 24,1 Prozent waren 65 Jahre oder älter. 53,1 Prozent der Bevölkerung waren weiblich.
Das mittlere jährliche Einkommen eines Haushalts lag bei 36.071 USD. Das Pro-Kopf-Einkommen betrug 25.556 USD. 16,1 Prozent der Einwohner lebten unterhalb der Armutsgrenze.

## Bekannte Bewohner
- Johnny Carson (1925–2005) – Fernseh-Entertainer – geboren in Corning
- Horace Mann Towner (1855–1937) – republikanischer Abgeordneter des US-Repräsentantenhauses (1911–1923) und 13. Gouverneur von Puerto Rico (1923–1929) – lebte seine letzten Jahre in Corning und ist hier beigesetzt
- Daniel Webster Turner (1877–1969) – 25. Gouverneur von Iowa (1931–1933) – geboren und aufgewachsen in Corning